# Maximiliano Zalazar
Maximiliano Ezequiel Zalazar (Ezeiza, Argentina; 8 de marzo de 2001) es un futbolista argentino. Juega de delantero y su equipo actual es el Club de Gimnasia y Esgrima La Plata de la Primera División de Argentina, a préstamo desde Boca Juniors.

## Trayectoria
Formado en las inferiores de Boca Juniors, Zalazar fue cedido al equipo B del SC Internacional de Brasil en 2020 y promovido al primer equipo de Boca en 2022, firmando su primer contrato como profesional. Debutó en Boca Juniors el 15 de septiembre de 2022 ante Lanús.
En enero de 2023, el delantero fue cedido al Platense por toda la temporada.
De cara a la temporada 2024, Zalazar se fue a préstamo a Barracas Central.
En junio de 2025 se realiza el traspaso a préstamo hasta diciembre de 2026 al Club de Gimnasia y Esgrima La Plata de la Primera División de Argentina. 

## Selección nacional
Jugó cuatro amistosos con la selección sub-20 de Argentina.

## Estadísticas
Actualizado al último partido disputado el 7 de febrero de 2025.
| Club                                  | Div.          | Temporada     | Liga  | Liga  | Copas nacionales | Copas nacionales | Copas internacionales | Copas internacionales | Total | Total |
| Club                                  | Div.          | Temporada     | Part. | Goles | Part.            | Goles            | Part.                 | Goles                 | Part. | Goles |
| ------------------------------------- | ------------- | ------------- | ----- | ----- | ---------------- | ---------------- | --------------------- | --------------------- | ----- | ----- |
| Boca Juniors Argentina                | 1.ª           | 2022          | 2     | 0     | 0                | 0                | 0                     | 0                     | 2     | 0     |
| Boca Juniors Argentina                | Total club    | Total club    | 2     | 0     | 0                | 0                | 0                     | 0                     | 2     | 0     |
| Platense Argentina                    | 1.ª           | 2023          | 15    | 1     | 4                | 1                | —                     | —                     | 23    | 3     |
| Platense Argentina                    | Total club    | Total club    | 15    | 1     | 4                | 1                | 0                     | 0                     | 23    | 3     |
| Barracas Central Argentina            | 1.ª           | 2024          | 18    | 1     | 18               | 4                | —                     | —                     | 36    | 5     |
| Barracas Central Argentina            | Total club    | Total club    | 18    | 1     | 18               | 4                | 0                     | 0                     | 36    | 5     |
| Tigre Argentina                       | 1.ª           | 2025          | 0     | 0     | 4                | 0                | —                     | —                     | 4     | 0     |
| Tigre Argentina                       | Total club    | Total club    | 0     | 0     | 4                | 0                | 0                     | 0                     | 4     | 0     |
| Gimnasia y Esgrima La Plata Argentina | 1.ª           | 2025          | 0     | 0     | 0                | 0                | —                     | —                     | 0     | 0     |
| Gimnasia y Esgrima La Plata Argentina | Total club    | Total club    | 0     | 0     | 0                | 0                | 0                     | 0                     | 0     | 0     |
| Total carrera                         | Total carrera | Total carrera | 35    | 5     | 26               | 5                | 0                     | 0                     | 65    | 8     |

## Palmarés

### Títulos nacionales
| Título                        | Club         | País      | Año  |
| ----------------------------- | ------------ | --------- | ---- |
| Primera División de Argentina | Boca Juniors | Argentina | 2022 |